# رودولفو هرنانديز
رودولفو هرنانديز (بالإسبانية: Rodolfo Hernández Vázquez)‏ هو مصارع هاوي مكسيكي، ولد في 2 نوفمبر 1969.

## وصلات خارجية
- رودولفو هرنانديز على موقع قاعدة بيانات المصارعة الدولية (الإنجليزية)
- رودولفو هرنانديز على موقع أوليمبيديا (الإنجليزية)